# Selkisaray, Dumlupınar
Selkisaray là một xã thuộc huyện Dumlupınar, tỉnh Kütahya, Thổ Nhĩ Kỳ. Dân số thời điểm năm 2008 là 70 người.